# Ogden Point
Ogden Point là một cảng nước sâu nằm ở góc tây nam của thành phố Victoria, British Columbia, Canada. Vị trí của nó trong thành phố Victoria mang tính lịch sử và xinh đẹp trên mũi phía nam của Đảo Vancouver, cạnh Eo biển Juan de Fuca không xa Vancouver và Seattle, Hoa Kỳ, đã khiến nó trở thành một điểm đến hấp dẫn cho tàu du lịch. Nó cũng đóng vai trò như là một cơ sở sửa chữa và cung cấp tàu cho tàu du lịch và các tàu khác như tàu đặt cáp biển sâu. Ogden Point cũng có một sân bay trực thăng với dịch vụ thường xuyên đến Cảng Vancouver, Sân bay Quốc tế Vancouver và Seattle. Cảng nằm ở lối vào phía đông của cảng Victoria. Đối với thuyền nhỏ hơn có đường dốc thuyền cho thuyền có thể kéo.
Cơ sở cho tàu du lịch này là cảng bận rộn nhất ở Canada và dự kiến sẽ xử lý 245 chuyến tàu vào năm 2018, với hơn 20 tàu chở tới 3.000 hành khách mỗi chuyến từ mười tuyến hành trình dự kiến sẽ gọi từ cuối tháng 4 đến đầu tháng 10 . Hầu hết các chuyến thăm là các chuyến thăm một ngày hoặc buổi tối từ các tàu du lịch đến Alaska từ Seattle, Los Angeles hoặc San Francisco, nhưng cũng có các chuyến đi tới Tây Bắc Thái Bình Dương, thường bao gồm Vancouver và/hoặc Seattle. 

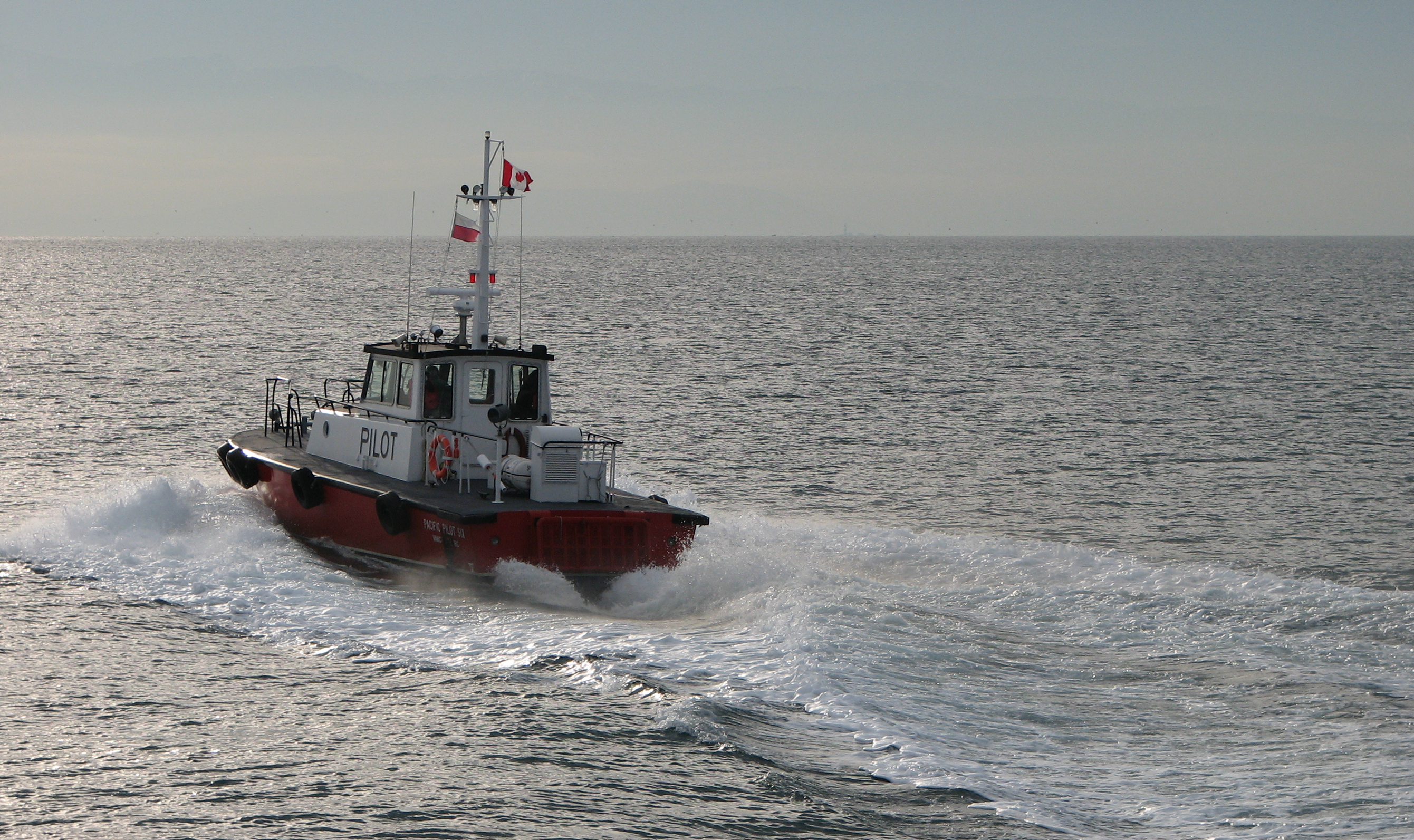
Một chiếc thuyền hoa tiêu khởi hành từ Ogden Point để đưa một phi công cảng đến một tàu lớn tại Trạm lên máy bay thí điểm Brotchie

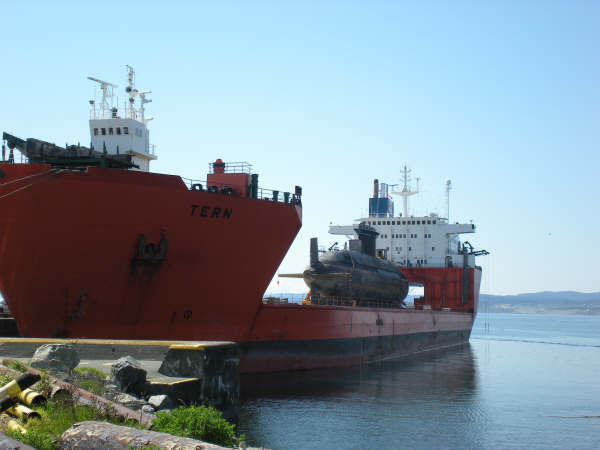
MV Tern mang theo tàu ngầm đến Ogden Point, ngày 30 tháng 4 năm 2009